# یوتاب (دختر آرتاوازد یکم)
یوتاپ شاهزاده آتروپاتن، دختر شاه آرتاوازد یکم آتروپاتکان بود. او همسر شاه مهرداد سوم از کوماژن بود.
یوتاپا اصالت مادی، ارمنی و یونانی داشت. او دختر و یکی از فرزندان شاه آرتاوازد یکم آتروپاتن بود.
در سال ۳۳ پیش از میلاد، او با خویشاوند دور خود، شاهزاده بطلمیوسی الکساندر هلیوس، پسر ملکه یونانی بطلمیوسی کلئوپاترا هفتم مصر و تریومویر رومی مارک آنتونی نامزد کرد. در سال ۳۰ پیش از میلاد یوتاب پس از تصرف اسکندریه توسط آگوستوس (آگوستوس، امپراتور آینده روم) به پدرش بازگردانده شد.